# Gonostoma elongatum
Gonostoma elongatum is een straalvinnige vissensoort uit de familie van de borstelmondvissen (Gonostomatidae). De wetenschappelijke naam van de soort is voor het eerst geldig gepubliceerd in 1878 door Günther.